# Fotogravure
Fotogravure – undertiden også heliogravure – er en fotomekanisk reproduktionsmetode.
Den nu mest anvendte metode til
fremstilling af fotogravure skyldes den tjekkiske maler og fotograf Karl Klic (1879). Efter denne metode anbringes en blankpoleret
kobberplade i en »støvkasse«, i hvilken fint
asfaltpulver er bragt til at hvirvle op. Efter at det
fine asfaltstøv har lejret sig på kobberpladen,
tages denne ud af kassen og varmes
(indbrændes), til asfaltpulveret er smeltet og har
dannet ganske fine, på kobberpladen fastsiddende
korn. Efter det billede, der skal gengives,
fremstilles der et diapositiv, og i kontakt med
dette kopieres et stykke kromeret
pigmentpapir; dette presses under vand fast på den
kornede kobberplade.
Efter tørring lægges
pladen i passende varmt vand, hvorved
billedet fremkaldes, så det danner et
pigmentgelatine-relief på kobberpladen. Denne ætses i
en jernkloridopløsning, som straks angriber de
blottede steder af kobberpladen og lidt efter
lidt arbejder sig igennem pigmentgelatinen og
ned i kobberet. Herved fremstilles en
trykplade med fordybet præg. Indvalses denne
med farve, som dernæst overfladisk aftørres,
vil farven på grund af den ved asfaltkornene
frembragte ujævne flade kun fastholdes i de
ætsede fordybninger, og ved nu at presse
pladen mod et stykke kobbertrykpapir får man
et fotogravuretryk.
Trykningen foregår i en kobbertrykpresse,
men ved at ætse billedet ind i to halvcylindre
er det lykkedes også at kunne anvende fotogravure
i hurtigpresser.
Forskellige trin i processen
|  |